# Tuzanapa
Tuzanapa es una localidad mexicana; localizada en el municipio de San Agustín Metzquititlán en el estado de Hidalgo.

## Toponimia
Del náhuatl Tuzan-apan, tuzan ó tozan y la final apan, río: “Río de las tuzas”.

## Geografía
Se encuentra en la región geográfica de la Sierra Baja; a la localidad le corresponden las coordenadas geográficas 20° 34’ 39.713” de latitud norte y 98° 35’ 12.092” de longitud oeste, con una altitud de 1971 m s. n. m. Cuenta con un clima templado subhúmedo con lluvias en verano, de menor humedad.
En cuanto a fisiografía se encuentra en la provincia de la Sierra Madre Oriental, dentro de la subprovincia del Carso Huasteco; su terreno es de meseta. En lo que respecta a la hidrología se encuentra posicionado en la región del Pánuco, dentro de la cuenca del río Moctezuma y en la subcuenca del río Metztitlán. Se encuentra cerca de la presa Arroyo Zarco.

## Demografía
En 2020 registró una población de 838 personas, lo que corresponde al 8.87 % de la población municipal. De los cuales 388 son hombres y 450 son mujeres.
| Gráfica de evolución demográfica de Tuzanapa entre 1900 y 2020 |
|                                                                |
| Población registrada por los censos y conteos del INEGI.       |